# Coma Savina
Coma Savina és una coma del terme municipal de Conca de Dalt, a l'antic terme de Toralla i Serradell, al Pallars Jussà, en territori del poble de Rivert.
Està situada al nord-nord-oest de Rivert, a llevant del Serrat dels Cinccamps i de la Coma Cercua, amb la qual s'uneix a l'extrem meridional de totes dues. És al sud-oest de la Collada Viella, al nord-oest de Bartugueres.